# Científico
De científicos (Spaans voor wetenschappers) waren de technocratische adviseurs van de Mexicaanse president Porfirio Díaz (reg. 1876-1911). 
De científicos waren positivistisch geschoold, en beschouwden economie en politiek als exacte wetenschappen. De meesten waren echter ook niet vies van sociaal darwinisme. De slechte omstandigheden waaronder het gros van de bevolking leefde beschouwden zij als onoverkomelijk; indianen waren volgens hen nu eenmaal inferieure mensen. Hierdoor waren zij bepaald niet populair, ook nu nog geldt het niet als een compliment wanneer een politicus científico wordt genoemd.
Veel científicos hadden een persoonlijke band met Díaz. In de regering was er echter ook een factie die zich tegen hun invloed keerde, geleid door Bernardo Reyes.
Prominente científicos waren:
- Gabino Barreda, filosoof.
- Manuel Romero Rubio, Minister van Binnenlandse Zaken, schoonvader van Díaz.
- José Yves Limantour, Minister van Haciënda, wordt beschouwd als de leider van de científicos.
- Justo Sierra
- Francisco Bulnes, journalist
- Emilio Rabasa, journalist
- Luis Terrazas, zakenman, haciendero en gouverneur van Chihuahua
- Enrique Creel, zakenman, haciendero en gouverneur van Chihuahua
- Pablo Macedo, advocaat
- Joaquín Casasús, advocaat
- Nemesio García Naranjo
- Emilio Pimentel, advocaat, gouverneur van Oaxaca
- Rosendo Pineda, generaal, advocaat
- Rafael Reyes Spíndola, journalist